# Live at Slim’s (album Melvins)
Live at Slim's 8-Track Tape – czwarty album koncertowy zespołu Melvins wydany w 1999 roku przez firmę Life is Abuse Records. 

## Lista utworów
1. "Manky"
2. "See How Pretty, See How Smart"
3. "Amazon"
4. "Let it All Be"
5. "Let God be Your "
6. "Hog Leg"
7. "With Teeth The Bit"
8. "Lovely Butterfly"

## Twórcy
- Buzz Osborne – wokal, gitara
- Dale Crover – perkusja
- Kevin Rutmanis – bas